# New York Jets 2015
La stagione 2015 dei New York Jets è stata la 56ª della franchigia, la 46ª nella National Football League e la prima con Todd Bowles come capo-allenatore. La squadra riuscì a migliorare il record di 4-12 della stagione precedente già a metà anno (5-3). La ragioni di tale successo furono i ritorni di Darrelle Revis e Antonio Cromartie, due cornerback strumentali nei successi difensivi del precedente allenatore Rex Ryan, e le acquisizioni tramite degli scambi di Ryan Fitzpatrick e Brandon Marshall. I Jets vinsero la loro nona partita nella settimana 15, disputando la prima stagione con un record positivo dal 2010.
Ai Jets sarebbe bastato i Buffalo Bills nell'ultimo turno stagionale per raggiungere i playoff ma furono sconfitti per 17-22. La contemporanea vittoria degli Steelers sui Browns escluse New York dalla post-season malgrado un record di 10-6.

## Scelte nel Draft 2015

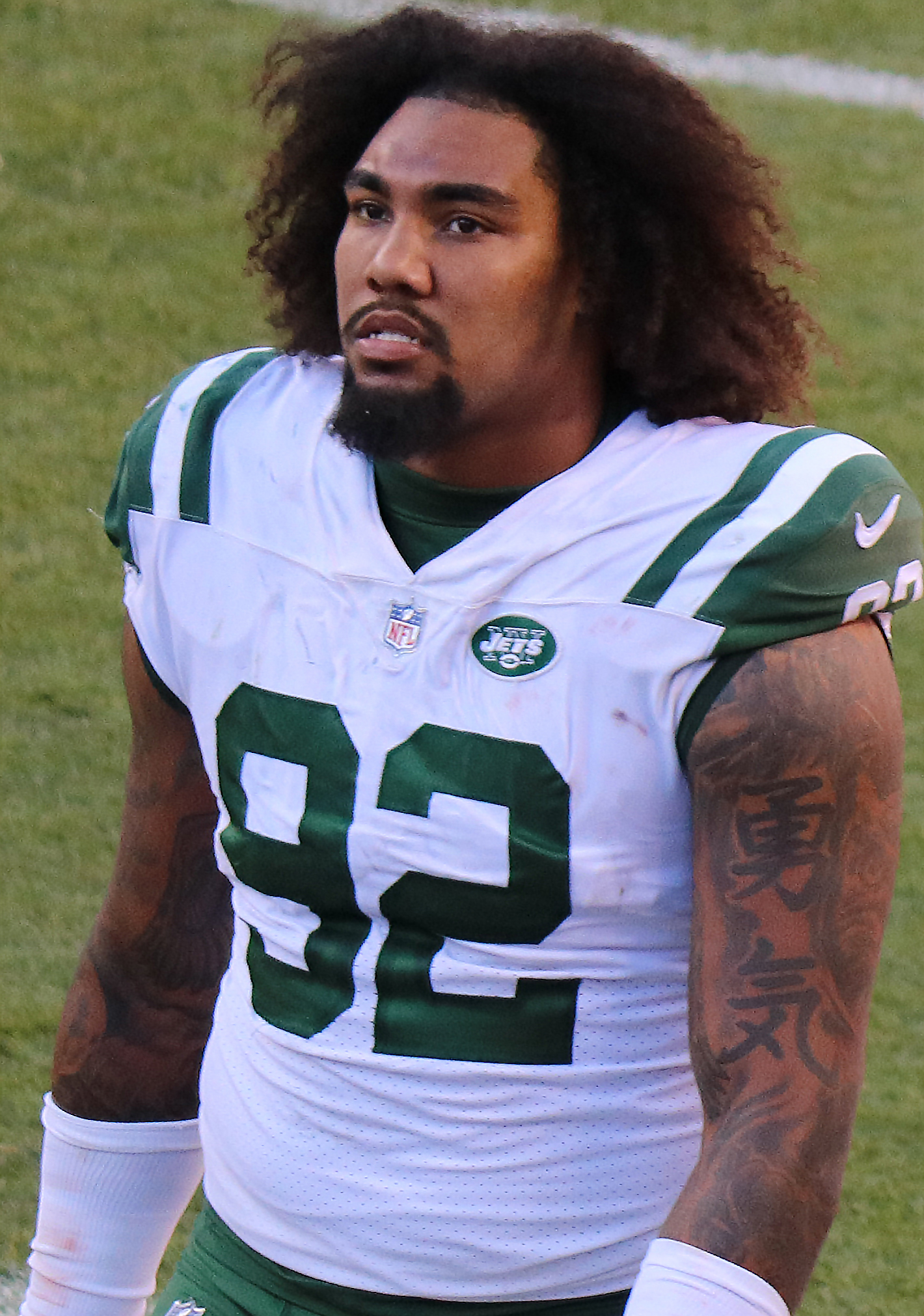
Leonard Williams è stato la scelta del primo giro dei Jets nel Draft 2015

| Giro | Scelta | Giocatore        | Ruolo                            | College            | Note  |
| ---- | ------ | ---------------- | -------------------------------- | ------------------ | ----- |
| 1    | 6      | Leonard Williams | Defensive end / Defensive tackle | USC                | [ 4 ] |
| 2    | 37     | Devin Smith      | Wide receiver                    | Ohio St.           |       |
| 3    | 82     | Lorenzo Mauldin  | Outside linebacker               | Louisville         |       |
| 4    | 103    | Bryce Petty      | Quarterback                      | Baylor             |       |
| 4    | 152    | Jarvis Harrison  | Guardia                          | Texas A&M          |       |
| 7    | 223    | Deon Simon       | Defensive tackle                 | Northwestern State |       |

## Staff
| Staff dei New York Jets nel 2015 |
| --- |
| Organi dirigenziali - Proprietario/CEO – Woody Johnson - Presidente – Neil Glat - General Manager – Mike Maccagnan - Director of Football Administration – Jacqueline Davidson - Director of Player Personnel – Brian Heimerdinger - Direttore senior degli osservatori – Rex Hogan Capo allenatore - Todd Bowles - Assistente capo-allenatore//Inside Linebacker – Mike Caldwell Altri allenatori - Preparatore atletico – Justus Galac - Assistente p.a. – Kavan Latham - Assistente p.a. – Aaron McLaurin Allenatori dell'attacco - Coordinatore offensivo – Kacy Rodgers - Quarterback – Kevin Patullo - Running Back – Marcel Shipp - Wide Receiver – Karl Dorrell - Tight End – Jimmie Johnson - Offensive Line – Steve Marshall - Assistente Offensive Line – Ron Heller - Controllo qualità attacco – Robby Brown Allenatori della difesa - Coordinatore difensivo – Kacy Rodgers - Defensive Line – Pepper Johnson - Assistente Defensive Line – Ryan Slowik - Outside Linebacker – Mark Collins - Defensive Back – Joe Danna - Assistente Defensive Back – Daylon McCutcheon - Controllo qualità difesa – John Scott Jr. Allenatori dello special team - Special Team – Bobby April - Assistente – Steve Hagen |

## Roster
| Roster dei New York Jets nel 2015 |
| --- |
| Quarterback - 14 Ryan Fitzpatrick - 9 Bryce Petty - 7 Geno Smith Running Back - 40 Tommy Bohanon FB - 33 Chris Ivory - 29 Bilal Powell - 38 Zac Stacy Wide Receiver - 87 Eric Decker - 82 Quincy Enunwa - 11 Jeremy Kerley PR - 15 Brandon Marshall - 17 Chris Owusu KR - 84 Devin Smith Tight End - 85 Jeff Cumberland - 47 Kellen Davis Offensive Linemen - 77 James Carpenter G - 66 Willie Colon G - 70 Dakota Dozier G - 60 D'Brickashaw Ferguson T - 68 Breno Giacomini T - 64 Jarvis Harrison G - 71 Ben Ijalana T - 74 Nick Mangold C - 79 Brent Qvale T - 67 Brian Winters G Defensive Linemen - 99 T.J. Barnes NT - 72 Stephen Bowen DE - 78 Leger Douzable DE - 94 Damon Harrison NT - 65 Deon Simon NT - 96 Muhammad Wilkerson DE - 62 Leonard Williams DE Linebacker - 98 Quinton Coples OLB - 56 Demario Davis ILB - 52 David Harris ILB - 58 Erin Henderson ILB - 54 Jamari Lattimore ILB - 55 Lorenzo Mauldin OLB - 97 Calvin Pace OLB - 57 Trevor Reilly OLB Defensive Back - 31 Antonio Cromartie CB - 21 Marcus Gilchrist FS - 37 Jaiquawn Jarrett FS - 42 Ronald Martin SS - 23 Dexter McDougle CB - 25 Calvin Pryor SS - 24 Darrelle Revis CB - 41 Buster Skrine CB - 30 Darrin Walls CB - 20 Marcus Williams CB Special Team - 2 Nick Folk K - 46 Tanner Purdum LS - 4 Ryan Quigley P Lista delle riserve - 75 Oday Aboushi G (Sospeso) - 39 Antonio Allen FS (IR) - 88 Jace Amaro TE (IR) - 27 Dee Milliner CB (IR) - 91 Sheldon Richardson DE (Sospeso) - 22 Stevan Ridley RB (PUP) - 44 Zach Sudfeld TE (IR) - 92 Kevin Vickerson DE (IR) - 76 Davon Walls DE (IR) Squadra di allenamento - 50 Deion Barnes OLB - 43 Julian Howsare FB/OLB - 76 Wesley Johnson C - 49 Taiwan Jones ILB - 42 Keon Lyn CB - 18 Walt Powell WR - 86 Wes Saxton TE - 79 Jordan Williams DE 53 attivi, 8 nella squadra di allenamento, 9 free agent |
| Legenda - I rookie sono in corsivo. - Il primo ruolo è il principale mentre gli eventuali successivi indicano i ruoli secondari. - (IR) sta per Injured Reserve ed indica la lista ristretta per un solo giocatore infortunato che può tornare ad allenarsi dopo la settimana 6 e a rientrare in prima squadra dopo che questa ha giocato 8 partite. - (NF-Inj.) / (NF-Ill.) stanno rispettivamente per Non-Football Injured e Non-Football Illness ed indicano le liste dove viene inserito un giocatore che ha un infortunio o una malattia non dipendente dal football americano. - (PUP) sta per Physically Unable to Perform ed indica la lista dove viene inserito un giocatore mentre è in attesa di recuperare la condizione fisica. Nella stagione regolare dopo la sesta partita giocata dalla propria squadra, il giocatore ha tempo tre settimane per riprendere ad allenarsi, più tre settimane aggiuntive dal suo rientro agli allenamenti per rientrare in prima squadra. |

## Calendario
| 1  | 13/9               | Cleveland Browns        | V 31–10            | 1–0                | MetLife Stadium      | Recap              |                    |                    |
| 2  | 21/9               | at Indianapolis Colts   | V 20–7             | 2–0                | Lucas Oil Stadium    | Recap              |                    |                    |
| 3  | 27/9               | Philadelphia Eagles     | S 17–24            | 2–1                | MetLife Stadium      | Recap              |                    |                    |
| 4  | 4/10               | at Miami Dolphins       | V 27–14            | 3–1                | Wembley Stadium      | Recap              |                    |                    |
| 5  | Settimana di pausa | Settimana di pausa      | Settimana di pausa | Settimana di pausa | Settimana di pausa   | Settimana di pausa | Settimana di pausa | Settimana di pausa |
| 6  | 18/10              | Washington Redskins     | V 34–20            | 4–1                | MetLife Stadium      | Recap              |                    |                    |
| 7  | 25/10              | at New England Patriots | S 23–30            | 4–2                | Gillette Stadium     | Recap              |                    |                    |
| 8  | 1/11               | at Oakland Raiders      | S 20–34            | 4–3                | O.Co Coliseum        | Recap              |                    |                    |
| 9  | 8/11               | Jacksonville Jaguars    | V 28–23            | 5–3                | MetLife Stadium      | Recap              |                    |                    |
| 10 | 12/11              | Buffalo Bills           | S 17–22            | 5–4                | MetLife Stadium      | Recap              |                    |                    |
| 11 | 22/11              | at Houston Texans       | S 17–24            | 5–5                | NRG Stadium          | Recap              |                    |                    |
| 12 | 29/11              | Miami Dolphins          | V 38–20            | 6–5                | MetLife Stadium      | Recap              |                    |                    |
| 13 | 6/12               | at New York Giants      | V 23–20 (DTS)      | 7–5                | MetLife Stadium      | Recap              |                    |                    |
| 14 | 13/12              | Tennessee Titans        | V 30–8             | 8–5                | MetLife Stadium      | Recap              |                    |                    |
| 15 | 19/12              | at Dallas Cowboys       | V 19–16            | 9–5                | AT&T Stadium         | Recap              |                    |                    |
| 16 | 27/12              | New England Patriots    | V 26–20 (DTS)      | 10–5               | MetLife Stadium      | Recap              |                    |                    |
| 17 | 3/1                | at Buffalo Bills        | S 17–22            | 10–6               | Ralph Wilson Stadium | Recap              |                    |                    |

Note

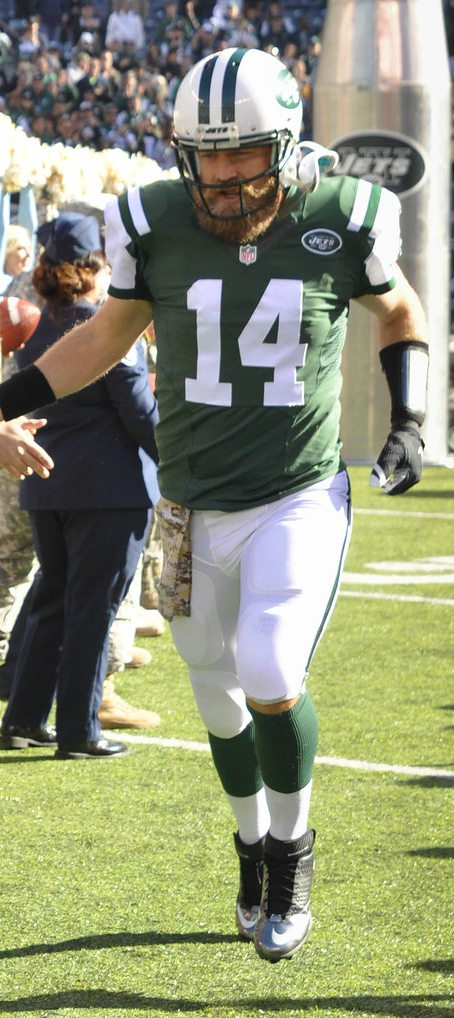
Ryan Fitzpatrick fu il quarterback titolare dei Jets nel 2015

- Gli avversari della propria division sono in grassetto.

## Classifiche

### Division
| AFC East                 | AFC East | AFC East | AFC East | AFC East | AFC East | AFC East | AFC East | AFC East | AFC East |
|                          | V        | S        | P        | %        | DIV      | CONF     | PF       | PS       | Str.     |
| ------------------------ | -------- | -------- | -------- | -------- | -------- | -------- | -------- | -------- | -------- |
| (2) New England Patriots | 12       | 4        | 0        | .750     | 4–2      | 9–3      | 465      | 315      | S2       |
| New York Jets            | 10       | 6        | 0        | .625     | 3–3      | 7–5      | 387      | 314      | S1       |
| Buffalo Bills            | 8        | 8        | 0        | .500     | 4–2      | 7–5      | 379      | 359      | V2       |
| Miami Dolphins           | 6        | 10       | 0        | .375     | 1–5      | 4–8      | 310      | 389      | V1       |